# Hạt ảo
Trong vật lý, hạt ảo là một dao động lượng tử thoáng qua, thể hiện một số đặc điểm của hạt thông thường, trong khi sự tồn tại của nó bị giới hạn bởi nguyên lý bất định. Khái niệm về các hạt ảo phát sinh trong lý thuyết nhiễu loạn của lý thuyết trường lượng tử trong đó các tương tác giữa các hạt thông thường được mô tả dưới dạng trao đổi của các hạt ảo. Một quá trình liên quan đến các hạt ảo có thể được mô tả bằng một biểu diễn sơ đồ được gọi là sơ đồ Feynman, trong đó các hạt ảo được biểu diễn bằng các đường bên trong.
Các hạt ảo không nhất thiết phải mang cùng khối lượng với hạt thực tương ứng, mặc dù chúng luôn bảo toàn năng lượng và động lượng. Các hạt ảo tồn tại càng lâu, các đặc tính của nó càng gần với các hạt thông thường. Chúng rất quan trọng trong vật lý của nhiều quá trình, bao gồm tán xạ hạt và lực Casimir. Trong lý thuyết trường lượng tử, ngay cả các lực cổ điển, chẳng hạn như lực đẩy điện từ hoặc lực hút giữa hai điện tích, có thể được coi là do sự trao đổi của nhiều photon ảo giữa các điện tích. Các photon ảo là hạt trao đổi cho tương tác điện từ.
Thuật ngữ này có phần lỏng lẻo và được định nghĩa mơ hồ, trong đó nó đề cập đến quan điểm rằng thế giới được tạo thành từ "các hạt thực": nó không phải; đúng hơn, "các hạt thực" được hiểu rõ hơn là sự kích thích của các trường lượng tử cơ bản. Các hạt ảo cũng là sự kích thích của các trường bên dưới, nhưng "tạm thời" theo nghĩa là chúng xuất hiện trong các tính toán của các tương tác, nhưng không bao giờ là trạng thái tiệm cận hoặc chỉ số cho ma trận tán xạ. Độ chính xác và việc sử dụng các hạt ảo trong tính toán được thiết lập chắc chắn, nhưng vì chúng không thể được phát hiện trong các thí nghiệm, quyết định cách mô tả chính xác chúng là một chủ đề tranh luận.